# Salcedo (Eastern Samar)
Salcedo è una municipalità di quinta classe delle Filippine, situata nella Provincia di Eastern Samar, nella Regione del Visayas Orientale.
Salcedo è formata da 41 baranggay:
- Abejao
- Alog
- Asgad
- Bagtong
- Balud
- Barangay 1 (Pob.)
- Barangay 2 (Pob.)
- Barangay 3 (Pob.)
- Barangay 4 (Pob.)
- Barangay 5 (Pob.)
- Barangay 6 (Pob.)
- Barangay 7 (Pob.)
- Barangay 8 (Pob.)
- Barangay 9 (Pob.)
- Barangay 10 (Pob.)
- Barangay 11 (Pob.)
- Barangay 12 (Pob.)
- Barangay 13 (Pob.)
- Buabua
- Burak
- Butig

- Cagaut
- Camanga
- Cantomoja
- Carapdapan
- Caridad
- Casili-on
- Iberan
- Jagnaya
- Lusod
- Malbog
- Maliwaliw
- Matarinao
- Naparaan
- Palanas
- San Roque (Bugay)
- Santa Cruz
- Seguinon
- Tacla-on
- Tagbacan
- Talangdawan